# Distretto di Pimpingos
Il distretto di Pimpingos è uno dei quindici distretti  della provincia di Cutervo, in Perù. Si trova nella regione di Cajamarca e si estende su una superficie di 186,04 chilometri quadrati.

Ha per capitale la città di Pimpingos e contava 6.196 abitanti al censimento 2005.